# Букуряса
Букуряса (рум. Bucureasa) — село у повіті Горж в Румунії. Входить до складу комуни Денешть.
Село розташоване на відстані 228 км на захід від Бухареста, 5 км на південний схід від Тиргу-Жіу, 84 км на північний захід від Крайови.

## Населення
За даними перепису населення 2002 року у селі проживали 442 особи, усі — румуни. Усі жителі села рідною мовою назвали румунську.